# Coeur Mining
Coeur Mining, Inc. es una compañía minera dedicada a la producción de metales preciosos que cotiza en la Bolsa de Nueva York. Opera cinco minas ubicadas en América del Norte. Emplea a 2200 personas y en 2012 fue el noveno productor de plata más grande del mundo. En 2013, la compañía cambió su anterior nombre (Coeur d'Alene Mines) por su denominación actual (Coeur Mining, Inc.), y trasladó su oficina central desde Coeur d'Alene (Idaho) a Chicago.

## Historia
Coeur Mining se formó en 1928 para extraer plata en la región de Coeur d'Alene, en Idaho. La compañía fue un importante operador minero en el norte del estado durante muchas décadas y entre otras operó la mina de plata Coeur d'Alene, la mina Coeur y la mina Galena. Coeur vendió sus activos remanentes en la región en julio de 2006.
En los últimos 30 años, la compañía ha adquirido y operado minas en los Estados Unidos, México, Bolivia, Chile, Argentina y Nueva Zelanda; y ha tenido intereses operativos en minas en Australia. También ha realizado inversiones en diversas empresas de exploración y minería. Por un corto tiempo, incluso fabricó mangueras, conductos y tubos de metal.
A continuación se presenta una breve historia de algunas de las minas clave operadas por Coeur:
- 1983: Coeur adquirió el arrendamiento operativo de Asarco en la mina Rochester en Nevada. La producción comenzó en 1986 y la mina continúa operando en 2016.[9]
- 1987: adquirió una participación del 50% en la propiedad de Kensington en Alaska. El 50% restante se compró en 1995 y la producción comenzó en 2010.[10] La mina continúa operando en 2014.
- 1990: Adquirió la propiedad Fachinal en Chile de una compañía de exploración chilena. La mina subterránea de oro y plata Fachinal (también conocida como la mina de Cerro Bayo) se puso en producción en 1985[11] y se cerró en 2008. Los activos de Cerro Bayo se vendieron en 2010 a Mandalay Resources Corporation.[12]
- 1991: Coeur adquirió todas las acciones ordinarias en circulación de Callahan Mining Corporation.[13] Esta adquisición incluyó la mina Galena y la empresa Flexaust, que fabricaba tubos flexibles, conductos y tubos metálicos. Coeur vendió Flexaust en 1995.[11]
- 1993: Adquirió una participación operativa del 80% en la mina Golden Cross de Cyprus Gold New Zealand Limited. La mina es una explotación de oro subterránea y al aire libre ubicada cerca de Waihi, Nueva Zelanda.[5] Se cerró en 1998.[14]
- 1994: Coeur compró la participación de control y operación en la mina subterránea de oro y plata El Bronce, cerca de Santiago Chile, a la Compañía Minera El Bronce de Petorca.[11] La mina operó hasta 2001 cuando se cerró y Coeur vendió su participación en el proyecto en 2002.
- 1995: Coeur y ASARCO colocaron sus intereses en las minas del norte de Idaho (Coeur, Galena y Calday) en una nueva corporación, Silver Valley Resources Corporation.[11] La mina Coeur se cerró posteriormente en 1998 y la mina Galena continuó operando hasta 2006, cuando Coeur vendió sus intereses en Silver Valley Resources a US Silver Corporation.[6]
- 1999: Adquirió el proyecto de plata San Bartolomé en Bolivia de ASARCO. La mina San Bartolomé se puso en producción en 2008 y continuaba operando en 2014.[15]
- 2002: Coeur adquirió la mina de plata subterránea Martha en Argentina de Yamana Resources Inc.[16] Coeur operó la mina hasta septiembre de 2012, cuando se cerró.[2]
- 2005: Adquirió toda la producción y reservas de plata, hasta 20 millones de onzas pagaderas, contenidas en la Mina Endeavour en Australia, así como toda la producción de plata y reservas, hasta 17,2 millones de onzas pagaderas, en la Mina Broken Hill en Australia.[17]
- 2007: Adquirió el proyecto Palmarejo de Bolnisi Gold NL y Palmarejo Silver and Gold Corporation. La mina Palmarejo se puso en producción en 2008 y continuaba operando en 2014.[15]
- 2013: Se estableció Coeur Capital, Inc. para mantener regalías e inversiones estratégicas.[18]
- 2016: Se produjeron 14.8 millones de onzas de plata y 358.170 onzas de oro.[19]

## Operaciones
La mina de Kensington es una explotación subterránea de oro ubicada en el centro de Alaska, unos 75 km al noroeste de Juneau. Posee cerca de 14 000 acre (5665,6 hectáreas) de derechos mineros en poder de Coeur Alaska, una subsidiaria de Coeur Mining. La minería en la región de Kensington tuvo lugar por primera vez a fines del siglo XIX y principios del XX y se ha desarrollado de manera intermitente desde entonces. Coeur adquirió el 50% de la propiedad de Kensington en 1987 y luego el 100% en 1995. Después de un considerable trabajo de exploración que involucró la opción de acuerdos con varias minas y un caso judicial que impugnó los permisos emitidos por el Cuerpo de Ingenieros del Ejército de Estados Unidos, la mina Kensington finalmente se puso en producción el 3 de julio de 2010. Es una explotación subterránea con varios sistemas de vetas individuales, incluyendo las vetas Kensington, Eureka, Raven, Elmira y Julian-Empire. La mina utiliza el método de extracción subterránea de corte y relleno. En 2012, produjo 82.125 onzas de oro, con una ley de 0,22 onzas por tonelada y un costo de producción total de 18,65 dólares por onza.[cita requerida] Las reservas al final de 2012 fueron de poco más de 1 millón de onzas de oro.
La mina de Rochester es un yacimiento de plata y oro a cielo abierto, ubicada en las montañas Humboldt, cerca de Lovelock (Nevada). La propiedad consta de 9724 acre (3935 hectáreas) de terrenos con derechos mineros, en el distrito de la histórica ciudad minera de Rochester (Nevada). Históricamente se explotó entre 1909 y 1935 mediante galerías subterráneas que seguían las vetas de plata y oro. Coeur adquirió la propiedad en 1983 y reinició las operaciones mineras como una mina de superficie en 1986. Excepto por un cierre de tres años desde 2007 hasta 2010 debido a las bajas reservas y a los precios de los metales, la mina ha operado continuamente desde su reapertura. Trabaja a cielo abierto con métodos convencionales a partir de las reservas de mineral superficiales. El mineral se procesa utilizando lixiviación en pilas de cianuro para producir barras de oro y plata. En 2012, la mina produjo 2.8 millones de onzas de plata y 38.066 onzas de oro con una ley de 0,55 onzas por tonelada de plata y de 0,0047 de oro, a un coste de producción total de 14,05 dólares por onza de plata. Las reservas estimadas al final de 2012 eran de 44,9 millones de onzas de plata y de 308.000 onzas de oro.
La Mina Palmarejo es una explotación subterránea de oro y plata ubicada a unos 420 kilómetros por carretera al suroeste de la ciudad de Chihuahua, en el noroeste de México. La propiedad consta de más de 12.000 hectáreas de derechos mineros, que abarcan varias áreas de plata y sistemas de vetas de oro. La minería subterránea a pequeña escala de vetas de plata en el área de Palmarejo se ha producido de manera intermitente desde principios de 1800. Coeur adquirió la propiedad en 2007 y la minería comenzó en 2008. La mina produce mineral en superficie y mediante operaciones subterráneas, dirigidas a los sistemas de vetas de plata y de oro. El mineral se procesa usando flotación y lixiviación con cianuro para producir barras de plata y oro. En 2012, la mina produjo 8.2 millones de onzas de plata y 106.038 onzas de oro con una ley de 4,7 onzas por tonelada de plata y 0,05 de oro, con un costo total de producción de 19.26 dólares por onza de plata. Las reservas estimadas al final de 2012 eran de 5,3 millones de onzas de plata y de 665.000 onzas de oro.
La mina San Bartolomé produce mineral de plata a cielo abierto. Está ubicada cerca de la histórica ciudad minera de Potosí, lugar Patrimonio de la Humanidad. La extracción de vetas de plata y estaño de plata del Cerro Rico, una montaña volcánica adyacente a Potosí, comenzó a mediados del siglo XVII y ha sido continua durante más de 450 años. En la década de 1650, Potosí era la ciudad más grande del hemisferio occidental, con 160.000 habitantes. Hoy en día, hasta 15.000 personas se ganan la vida en pequeñas vetas subterráneas de plata y estaño. La propiedad consta de aproximadamente 4.800 hectáreas de derechos mineros superficiales, que abarcan depósitos de grava o roca de plata en el flanco del Cerro Rico. Coeur adquirió la propiedad de San Bartolomé en 1999 y comenzó las operaciones mineras actuales en 2008. La Mina de San Bartolomé gestiona la excavación libre de gravas mineralizadas en los flancos del cerro Rico. Este material se procesa mediante una operación de lixiviación con cianuro convencional utilizando el proceso Merrill-Crowe. En 2012, la mina produjo 5,9 millones de onzas de plata con una ley de 4,49 onzas por tonelada y un costo operativo total de 15,81 dólares por onzz. Al final de 2012, las reservas estimadas eran de 109 millones de onzas de plata.

## Proyectos
A partir de enero de 2014, Coeur Mining tiene dos proyectos principales de exploración: Joaquín en Argentina y La Preciosa en México.
Joaquín es un proyecto de exploración de plata y oro en etapa avanzada, ubicado en la provincia de Santa Cruz, en el sur de Argentina. Mirosal Resources descubrió en 2004 los minerales de oro y plata en la propiedad. Coeur comenzó a explorar la propiedad en 2007 bajo un acuerdo de opción, y adquirió el 100 % de la propiedad de Mirosal Resources en 2012. El yacimiento contiene minerales con óxido y sulfuro de plata y oro en venas epitermales, brechas y bolsas alojadas en rocas volcánicas ácidas del Macizo de Deseado, un conocido cinturón mineralizado del sur de Argentina. En enero de 2013, Joaquín tiene unos recursos minerales estimados de 15,7 millones de toneladas, con una concentración de 128.9 g/ton de plata y 0.12 g/ton de oro, y una estimación de recursos minerales inferidos de 1 millón de toneladas a 100.7 g/ton de plata y de 0.12 g/ton de oro.
La Preciosa es un proyecto avanzado de explotación de plata y oro, ubicada en Durango (México). Coeur se hizo con la propiedad de La Preciosa mediante la adquisición de Orko Silver Corporation el 16 de abril de 2013. La propiedad contiene vetas epitermales de plata y oro y cuerpos de brechas. Al 26 de julio de 2013, La Preciosa tenía una estimación de recursos minerales estimados de 51,9 millones de toneladas con una ley de 87,54 g/ton de plata y 0.166 g/ton de oro, y una estimación del recursos minerales indicados de 17,7 millones de toneladas a 66.31 g/ton de plata y de 0.106 g/ton de oro, a un precio de 20.43 dólares por tonelada.

## Coeur Capital, Inc. (regalías e inversiones)
Coeur Capital, Inc. se formó en 2013 para mantener los derechos de emisión y transmisión actuales y futuros de Coeur junto con su cartera de inversiones de capital estratégicas. En diciembre de 2013, Coeur Capital adquirió Global Royalty Corp, una empresa privada con regalías en las minas en México y Ecuador. Como parte de la adquisición, Mark Kucher, Presidente y CEO de Global Royalty, se unió a Coeur Capital como director general.
 
La compañía posee una participación no operativa en la Mina Endeavour en Nueva Gales del Sur, Australia. Adquirió esta participación en 2005 por 44 millones de dólares, lo que le da derecho a toda la producción de plata y reservas (hasta 20.0 millones de onzas pagaderas) contenidas en la Mina Endeavour. También posee regalías netas de fundición en la Mina Cerro Bayo en Chile, el complejo El Gallo en México y en la Mina Zaruma en Ecuador. Así mismo, mantiene participaciones en varias empresas emergentes de exploración con fines de inversión, entre las que se incluyen Hudra Silver, Pershing Gold, Commonwealth Silver, International Northair Mines, Silver Bull Resources, Soltoro, Caracara Silver y Apogee Silver.